# Патології порожнини рота
Патології порожнини рота - відхилення від нормального стану або процесу розвитку, хвороби ротової порожнини.
Порожнина рота — перший відділ травного каналу, що контактує з їжею,- особливо багата на рецептори, які реагуютьна фізичні властивості та хімічний склад харчових продуктів. Ці рецептори є джерелом рефлексів, які не лише регулюють травлення в порожнині рота, а й впливають на функції тих відділів системи травлення, що розташовані нижче.

##### Причини розладу акту жування
У порожнині рота їжа подрібнюється зубами і змочується слиною. Розлад акту жування виникає внаслідок ушкодження або відсутності зубів, порушення функції жувальних м'язів чи скроне-нижньощелепних суглобів, захворювання слизової оболонки порожнини рота. Причиною ушкодження або втрати зубів здебільшого є карієс і періодонтит.

##### Карієс зубів
Карієс зубів — патологічний процес, що характеризується прогресуючою деструкцією твердих тканин зуба (емалі й дентину) з утворенням дефекту у вигляді порожнини. Поширеність карієсу зубів у деяких районах земної кулі досягає 100%.

##### Періодонтит
Періодонтит (англ. Periodontitis) спостерігається у всьому світі у 30-50% людей у віці після 30 років. Це запально-дистрофічний процес, що уражає тканини періодонта (тобто тканини, що оточують корінь зуба — періодонт, кісткова тканина зубної комірки, ясна, окістя). Проявом пародонтиту є резорбція зубних комірок, гноєтеча з ясенних закутків, розхитування і випадання зубів.

Порушення функції слинних залоз також спричинює розлади обробки їжі в порожнині рота. Підвищене слиновиділення — гіперсалівація — виникає внаслідок запалення слизової оболонки порожнини рота (стоматит, гінгівіт). На процес слиноутворення рефлекторно можуть впливати зуби, уражені патологічним процесом. Гіперсалівація може супроводжувати захворювання органів травлення, а також блювання, вагітність, може виникати під впливом фосфорорганічних та бойових отруйних речовин. Зниження секреції слини — гіпосалівація — виникає під час інфекційних захворювань і гарячкових станів, при зневодненні, під впливом атропіну, а також у зв'язку із запальним процесом у слинних залозах. Гіпосалівація утруднює акт жування і ковтання, сприяє виникненню запальних процесів у слизовій оболонці порожнини рота і проникненню інфекції у слинні залози, а також розвитку карієсу зубів.
Недостатня попередня обробка їжі може виникати внаслідок розладів акту жування. Причиною розладу жування, окрім травм і звапальних процесів, може бути порушення іннервації жувальних м'язів.
У порожнині рота знаходиться близько 30 видів мікроорганізмів, серед яких немало патогенних. Мікрофлора, що розвивається на фоні карієсу зубів, пародонтиту, внаслідок ангін, хронічного тонзиліту, може зумовлювати сенсибілізацію організму і навіть спричиняти оральний сепсис.